# Gaius Cornelius (Ritter)
Gaius Cornelius war ein römischer Ritter in der Mitte des ersten vorchristlichen Jahrhunderts.
Der Anhänger des Lucius Sergius Catilina wollte sich 63 v. Chr. an der geplanten Ermordung des amtierenden Konsuls Marcus Tullius Cicero beteiligen. Doch wurde das Attentat aufgedeckt und Gaius Cornelius konnte, wahrscheinlich als Lohn für Denunziation, straffrei ausgehen.